# Atletica leggera ai Giochi della XXV Olimpiade - Lancio del giavellotto femminile

Video della Finale (il lancio vincente di Silke Renk)

Il lancio del giavellotto ha fatto parte del programma femminile di atletica leggera ai Giochi della XXV Olimpiade. La competizione si è svolta nei giorni 31 luglio e 1º agosto 1992 allo Stadio del Montjuic di Barcellona.

## Presenze ed assenze delle campionesse in carica
| Competizione         | Atleta             | Prestazione | Barcellona 1992 |
| -------------------- | ------------------ | ----------- | --------------- |
| Olimpiadi 1988       | Petra Meier        | 74,68 m     | Presente        |
| Commonwealth 1990    | Tessa Sanderson    | 65,72 m     | Presente        |
| Goodwill Games 1990  | Natal'ja Šikolenko | 61,62 m     | Presente        |
| Europei 1990         | Päivi Alafrantti   | 67,68 m     | Ritirata        |
| Asiatici 1990        | Zhang Li           | 66,00 m     | Non selez.      |
| Panamericani 1991    | Dulce García       | 64,78 m     | Presente        |
| Mondiali 1991        | Xu Demei           | 68,78 m     | Presente        |
|                      |                    |             |                 |
| Mondiali junior 1988 | Karen Forkel       | 61,44 m     | Presente        |

1. ↑  Ai Giochi partecipa la Germania unita.
2. ↑  Sotto la bandiera della Gran Bretagna.
3. ↑  Sotto la bandiera della Squadra Unificata.
4. ↑  L'atleta è scesa in campo per le qualificazioni, ma non ha lanciato.
5. ↑  Ai Giochi partecipa la Germania unita.

## La gara
Il miglior lancio di qualificazione è di Natalia Shikolenko (67,36). Delusione invece per la campionessa mondiale, la cinese Xu Demei: 59,98 non basta e deve tornare a casa.

In finale la Shikolenko mette paura a tutte con un primo lancio a 68,26. Ma la bielorussa dalla terza prova in poi infila solo una serie di nulli. Rimane fredda invece la tedesca Silke Renk che all'ultimo lancio indovina la spallata vincente a 68,34.

La campionessa in carica Petra Meier (nata Felke) non riesce ad andare oltre i 59 metri e conclude solo settima.

## Risultati

### Turno eliminatorio
Qualificazione62,50 m
Cinque atlete ottengono la misura richiesta. Ad esse vanno aggiunti i 7 migliori lanci, fino a 60,44 m.

### Finale
| Pos | Paese             | Atleta             | Misura  |
| --- | ----------------- | ------------------ | ------- |
|     | Germania          | Silke Renk         | 68,34 m |
|     | Squadra Unificata | Natalia Shikolenko | 68,26 m |
|     | Germania          | Karen Forkel       | 66,86 m |